# José Spártaco Pompeu
José Spártaco Pompeu (Campanha) foi um delegado de polícia, diretor de escolas, escritor, jornalista, professor e político brasileiro do estado de Minas Gerais.

## Biografia
José Spártaco Pompeu nasceu Campanha, se formou em Direito. Foi casado com Maria Isabel Resende Pompeu, que conhecera na escola, como sua aluna. Spártaco Pompeu foi advogado, vinculando-se a Polícia Civil de Minas Gerais ao se tornar Delegado de Polícia, responsável pelos crimes cometidos por menores. Também foi professor na Escola Tiradentes em Belo Horizonte e político militante, tendo exercido grande liderança na região.
Em 1962, Dr. José Spártaco Pompeu foi designado o primeiro Diretor da Escola Estadual Ordem e Progresso, órgão que teve o funcionamento oficializado por ele, viabilizando verbas, a sede, mobiliários e professores. Atuou como Diretor desta instituição até o ano de 1984.
Pelo Partido de Representação Popular (PRP), atuou como deputado estadual em Minas Gerais durante a 4ª e 5ª legislaturas (1959-1967), como suplente. Ele substituiu o deputado Aníbal Teixeira de Souza nos períodos de 27 de agosto a 26 de setembro de 1963 e de 04 de maio a 18 de julho de 1966 e o deputado Sebastião Navarro Vieira no período de 02 a 27 de julho de 1962.
Em 1978 se candidatou à Assembleia Legislativa de Minas Gerais novamente, desta vez pela Aliança Renovadora Nacional (ARENA), não obtendo êxito.
 

José Spártaco Pompeu foi sócio membro correspondente da Academia Varginhense de Letras.